# Seo Mi-suk
Seo Mi-suk – południowokoreańska zapaśniczka w stylu wolnym. Brązowa medalistka mistrzostw Azji w 2000 roku.